# Medaile za zranění (Rakousko)
Medaile za zranění, byla založena 12. srpna 1917 rakouským císařem Karlem I. Dekorace mohla být udělena důstojníkům, poddůstojníkům a vojákům, kteří byli ve válce v důsledku boje zraněni nebo se stali invalidy. Tato medaile měla šest stupňů:
- medaile za jedno zranění – stužka s jedním páskem
- medaile za dvě zranění – stužka se dvěma pásky
- medaile za tři zranění – stužka se třemi pásky
- medaile za čtyři zranění – stužka se čtyřmi pásky
- medaile za pět zranění – stužka s pěti páskami
- medaile pro vojenského invalidu – stužka bez pásku

Medaile byla zavěšena na trojúhelníkové stuze, která měla patřičný počet úzkých červených pruhů s tenkým černým lemováním, podle patřičných počtů zranění vyznamenaného. Při uznání válečné invalidity byla stuha bez těchto pruhů. Při dalších zraněních byla udělována jenom stužka s vyšším počtem pruhů.

## Vzhled
Okrouhlá medaile má na líci portrét císaře Karla I. u horního okraje s nápisem CAROLVS a u dolního okraje dvě vavřínové ratolesti. Na rubové straně nápis LAESO / MILITI (zraněnému vojáku) a letopočet MCMXVIII (1918).
Medaile byla ražena ze slitiny zinku o průměru 38 mm a váze 23 g. Existují i dekorace, která byly raženy z jiných kovů (bronz, stříbro). Autorem této medaile je medailér Richard Placht, jehož jméno se nachází na líci dekorace.

Stuhy medaile za zranění
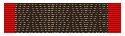
válečný invalida
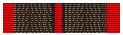
jedno zranění
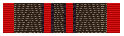
dvě zranění
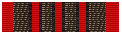
tři zranění
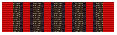
čtyři zranění
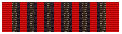
pět zranění